# Adolf Michel (Musiker)
Adolf Michel (* 8. November 1952 in Baden, Niederösterreich; auch Adi Michel) ist ein österreichischer Liedermacher, Musiker, Autor und Kabarettist.

## Leben
Adolf Michels Großeltern, Karl und Christine Michel, emigrierten nach dem Zerfall der Länder der Österreichisch-Ungarischen Monarchie 1919 aus Czernowitz, Bukowina, nach Österreich, wo sie in Ortmann (Gemeinde Waidmannsfeld), Niederösterreich, bei Bunzl & Biach AG Arbeit fanden. Adolf Michels Eltern hießen Else Michel und Adolf Wais.
Die ersten drei Jahre seiner Kindheit verbrachte Michel in Ortmann, danach in Neusiedl bei Pernitz (beides Gemeinde Waidmannsfeld) und absolvierte die Matura in Wiener Neustadt. Nach der Ausbildung zum Hauptschullehrer an der damaligen PÄDAK Baden arbeitete er in Pottendorf, Enzesfeld, Gutenstein, Pernitz und Markt Piesting als Deutsch-, Turn-, Englisch- und Musiklehrer.
Adolf Michel ist verheiratet, ist Vater und Großvater.

## Werk

### Musik
Adolf Michel ist und war als Musiker in diversen Bands wie (S)TOP 7, Die Biedermeier, Beatles4Ever, Adi&Eddi, Raimund Trio, Schrachel, The Good, The Bad And The Ugly und als Chorleiter (Farce Musica) aktiv.
Adolf Michel spielt Gitarre, Banjo, Klavier und andere Saiteninstrumente und hat jahrzehntelang Schülerinnen und Schüler auf diesen Instrumenten unterrichtet. Das Musical „Adrian“ wurde auf CD aufgenommen und im Neusiedler Arbeiterheim uraufgeführt. Michel hat zwei Messen verfasst („Praktikable Messe in E-Dur“ und „Volkstümliche Messe“) und Ensemblestücke für Volks- und Blasmusik, Stücke für Klavier, bzw. Gitarre und über 500 Lieder (Balladen, Rock, Klassik, Volksmusik, Singer-Songwriterstücke) auf Deutsch und Englisch komponiert.

### Theater und Kabarett
Das Theaterstück „Das Stück“ wurde von Adolf Michel verfasst. Auch bei Vorstellungen im Pernitzer Pfarrheim als Mitglied der Faschingsgilde Die Rappelköpfe führt er seit 1990 Regie. Michel schrieb und brachte 1991 ein Kabarettstück („Nachsitzen“) zur Aufführung (Auch im Rahmen von „15 Jahre Cselly Mühle“, 1991).
Adolf Michel ist Mitglied der Literatinnen- und Literatenvereinigung Carpe diem (Wien).

### Bücher
Michel schreibt als Heimatforscher- und Chronist.
- Die Musikgeschichte des Biedermeiertals. Eigenverlag, 2001[10]
- Wirtshäuser und Gaststätten des Piestingtales. Eigenverlag, 2010[11]
- Muggendorf, Pernitz, Waidmannsfeld/Neusiedl im Wandel der Zeit[12]
- Unser biedermeierliches Piestingtal. KRAL Verlag, 2016, ISBN 3-99024-276-8[13]
- Vielberühmtes Piestingtal: Persönlichkeiten im Dunstkreis des Tales. 1000 Personen aus 1000 Jahren Piestingtal. KRAL Verlag, 2017, ISBN 3-99024-733-6[14]
- Wanderschönes Piestingtal, Wanderungen zu Fuß, mit dem Rad und auf Schiern. KRAL Verlag, 2020, ISBN 978-3-99024-867-6 wurde von Adolf Michel gemeinsam mit dem Fotografen Christian Handl veröffentlicht.[15]
- Humorvoll-satirische Erinnerungen eines Landkindes: Die Zeit von 1950 bis 1965 (inkl. CD). KRAL Verlag, 2022, ISBN 978-3-99103-061-4[16]

### Tonträger
- (S)TOP 7 – Tonschwankungen, EP, 1995
- (S)TOP 7 – Epilog, EP, 1997
- FARCE MUSICA & (S)TOP 7 – Adrian, the little elf (live), EP, 1999

## Preise und Ehrungen
Adolf Michel ist seit 2018 Träger des Pernitzer Bruno-Ertler-Ehrenrings.

## Trivia
Michel ist geistiger Gründer und Mitinitiator des „Literaturcafé Pernitz“. und tritt als dessen Vertreter regelmäßig im „Kulturclub Piesting“ auf. Er gilt auch als Vertreter des Dialekt und der Mundarten im Piestingtal.

## Belege
1. 1 2 3  Michel Adi. Verein Carpe Diem, abgerufen am 4. November 2024.
2. 1 2 3 4 5 6  Adolf Michel: Humorvoll-satirische Erinnerungen eines Landkindes: Die Zeit von 1950 bis 1965. KRAL Verlag, 2022, ISBN 3-99103-061-6.
3. ↑  Werner Hacker: Auswanderungen aus Rheinpfalz und Saarland im 18. Jahrhundert. Hrsg.: K. Theiss. Stuttgart 1987, ISBN 3-8062-0487-X.
4. ↑  Farce Musica, Adi, Michel. In: Kulturvernetzung Niederösterreich. Abgerufen am 4. November 2024.
5. ↑  Adi Michel. Abgerufen am 7. November 2022.
6. ↑  Adolf Michel: Vielberühmtes Piestingtal: Persönlichkeiten im Dunstkreis des Tales : 1000 Personen aus 1000 Jahren Piestingtal. Hrsg.: KRAL Verlag. KRAL Verlag, 2017, ISBN 3-99024-733-6, S. 176.
7. ↑  Michel, Adi. Archiviert vom Original (nicht mehr online verfügbar) am 8. November 2022; abgerufen am 7. November 2022.
8. ↑  Die Rappelköpfe Verein. Abgerufen am 10. November 2022.
9. ↑  Verein Carpe Diem Literatur. Abgerufen am 10. November 2022.
10. ↑  Adolf Michel: Die Musikgeschichte des Biedermeiertals: ein lexikales Nachschlagewerk. Hrsg.: Eigenverlag. 2001.
11. ↑  Adolf Michel: Wirtshäuser und Gaststätten des Piestingtales. Ein lexikalisches Nachschlagewerk. Eigenverlag, 2008.
12. ↑  Adolf Michel: Muggendorf, Pernitz, Waidmannsfeld/Neusiedl im Wandel der Zeit. Heimat Verlag, 2010, S. 168.
13. ↑  Adolf Michel: Unser biedermeierliches Piestingtal: idyllische Natur im Einklang mit einer l(i)ebenswerten Region. KRAL Verlag, 2016, ISBN 3-99024-276-8.
14. ↑  "1.000 Personen und ein Buch" Buchpräsentation mit Adi Michel im Amtshaus Pernitz (2017)
15. ↑  Adolf Michel: Wanderschönes Piestingtal, Wanderungen zu Fuß, mit dem Rad und auf Schiern. KRAL Verlag, 2020, ISBN 978-3-99024-867-6, S. 160.
16. ↑  Adolf Michel: Humorvoll-satirische Erinnerungen eines Landkindes: Die Zeit von 1950 bis 1965. KRAL Verlag, 2022, ISBN 978-3-99103-061-4, S. 218.
17. ↑  Bruno-Ertler-Ehrenringverleihung. Abgerufen am 8. November 2022.
18. ↑  Literaturcafe in Pernitz, Zeitungsbericht. Abgerufen am 11. November 2022.
19. ↑  Literatur aus dem Schneebergland
20. ↑  Essay von Adi Michel zur Sprache im Piestingtal auf "oe1.orf.at"

| Personendaten    | Personendaten                                                              |
| ---------------- | -------------------------------------------------------------------------- |
| NAME             | Michel, Adolf                                                              |
| ALTERNATIVNAMEN  | Michel, Adi (Spitzname)                                                    |
| KURZBESCHREIBUNG | österreichischer Liedermacher, Musiker, Heimatchronist, Autor, Kabarettist |
| GEBURTSDATUM     | 8. November 1952                                                           |
| GEBURTSORT       | Baden, Niederösterreich                                                    |